# Joyce Horman
Joyce Marie Horman (Owatonna, Minnesota, 3 de diciembre de 1944) es una activista estadounidense por los derechos humanos. Es conocida por ser la esposa del periodista Charles Horman, quien desapareció en 1973 mientras la pareja vivía en Santiago de Chile. Su búsqueda de lo ocurrido se narró en la película de 1982 Missing, de Costa-Gavras, donde fue interpretada por Sissy Spacek. Spacek fue nominada al Óscar a la mejor actriz por su interpretación de Horman. La historia de su familia se contó por primera vez en el libro de 1978 de Thomas Hauser titulado The execution of Charles Horman: An American Sacrifice.

## Vida personal
Horman nació en Owatonna, Minnesota, hija de Vernita (de soltera Sauke, 1923-2010) y Arthur "Duffy" Hamren (1921-2010). Su abuela paterna, Marie Hamren (1890-1985), nació en Iowa, hija de inmigrantes noruegos. Tiene un hermano, Jerome Hamren. Sus padres eran dueños y regentaban una tienda de comestibles en Owatonna llamada "Duffy's Superfair". Se graduó de la escuela secundaria Owatonna en 1962 y luego de la Universidad de Minnesota.
En 1964, durante sus vacaciones universitarias, viajó a Europa con una amiga, donde conoció a su futuro esposo, Charles Horman. Juntos viajaron por Europa. Joyce se graduó de la universidad y se mudó a Nueva York, de donde era originario Charles, y se comprometieron en 1968. Poco después se mudaron a Santiago de Chile, donde Charles, periodista independiente, había aceptado un trabajo.
La pareja vivía en Chile durante el Golpe de Estado de 1973, un golpe militar que derrocó al gobierno de Salvador Allende. Su esposo fue secuestrado y torturado antes de ser asesinado. Al principio, Joyce desconocía qué le había sucedido a Charlie. El padre de su esposo, Edmund Horman, viajó a Chile tras enterarse de la desaparición de su hijo, y Ed y Joyce, junto con su amiga Terry Simon, lucharon contra el régimen político local durante varias semanas para obtener información sobre su desaparición. En 1977, la familia inició una demanda por homicidio culposo contra Estados Unidos por su falta de ayuda en la investigación del asesinato de Charles Horman.

## Vida posterior
Horman vive en la ciudad de Nueva York. Tras la muerte de su esposo, mantuvo una estrecha relación son sus suegros, Edmund y Elizabeth Horman. Edmund falleció en 1993, y Joyce vivió con Elizabeth, artista, hasta su fallecimiento en 2001. Joyce creó la fundación Horman Truth, que lucha por la investigación y el enjuiciamiento continuos de los implicados en el asesinato de su esposo, entre ellos Augusto Pinochet. Joyce viaja por todo el país como conferenciante invitada, compartiendo con estudiantes y otras personas su experiencia en Chile durante el golpe de Estado de 1973. Nunca se ha vuelto a casar y no tiene hijos.

## Adaptaciones en otros medios
La famosa actriz estadounidense Sissy Spacek fue elegida para interpretar a Joyce en la película de 1982 Missing, dirigida por Costa-Gavras. Joyce declaró sentirse incómoda con el desenlace de la película y le pidió a Costa-Gavras que cambiara su nombre de Joyce a Beth Horman para distanciarse. La película se estrenó en el Festival de cine de Cannes de 1982, ganando la Palma de Oro. Fue nominada a cuatro premios Óscar, incluyendo mejor actriz para Spacek, mejor película, y ganó el premio al mejor guion adaptado.